# Kop (inhoudsmaat)

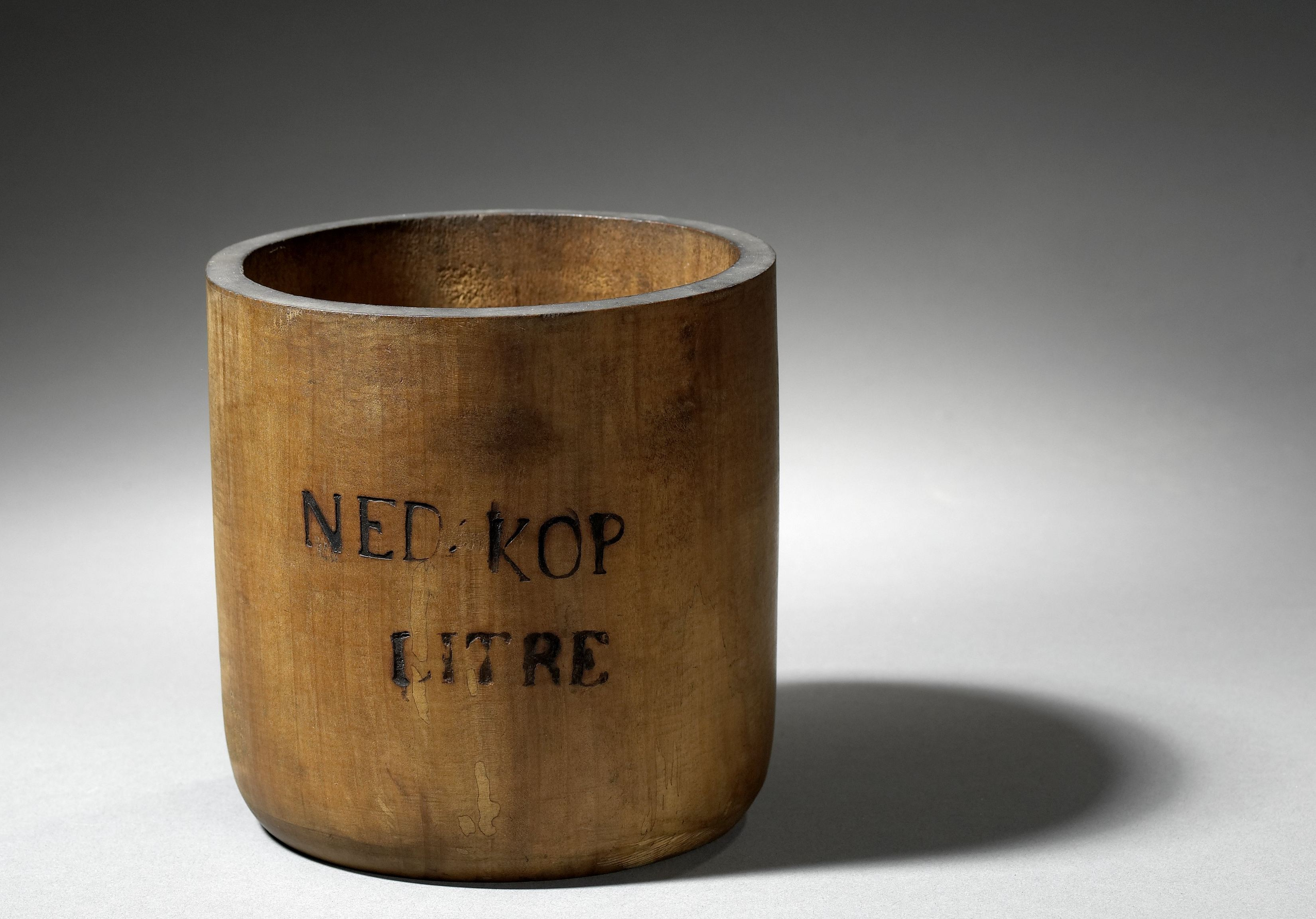
Inhoudsmaat van 1 Nederlandse kop

Een kop is een oud-Nederlandse eenheid voor inhoud. Bij het instellen van het Nederlands metriek stelsel werd 1 kop gelijkgesteld aan 1 liter.